# Kirche St. Josef (Świeradów-Zdrój)
Koordinaten: 50° 54′ 22″ N, 15° 19′ 57″ O

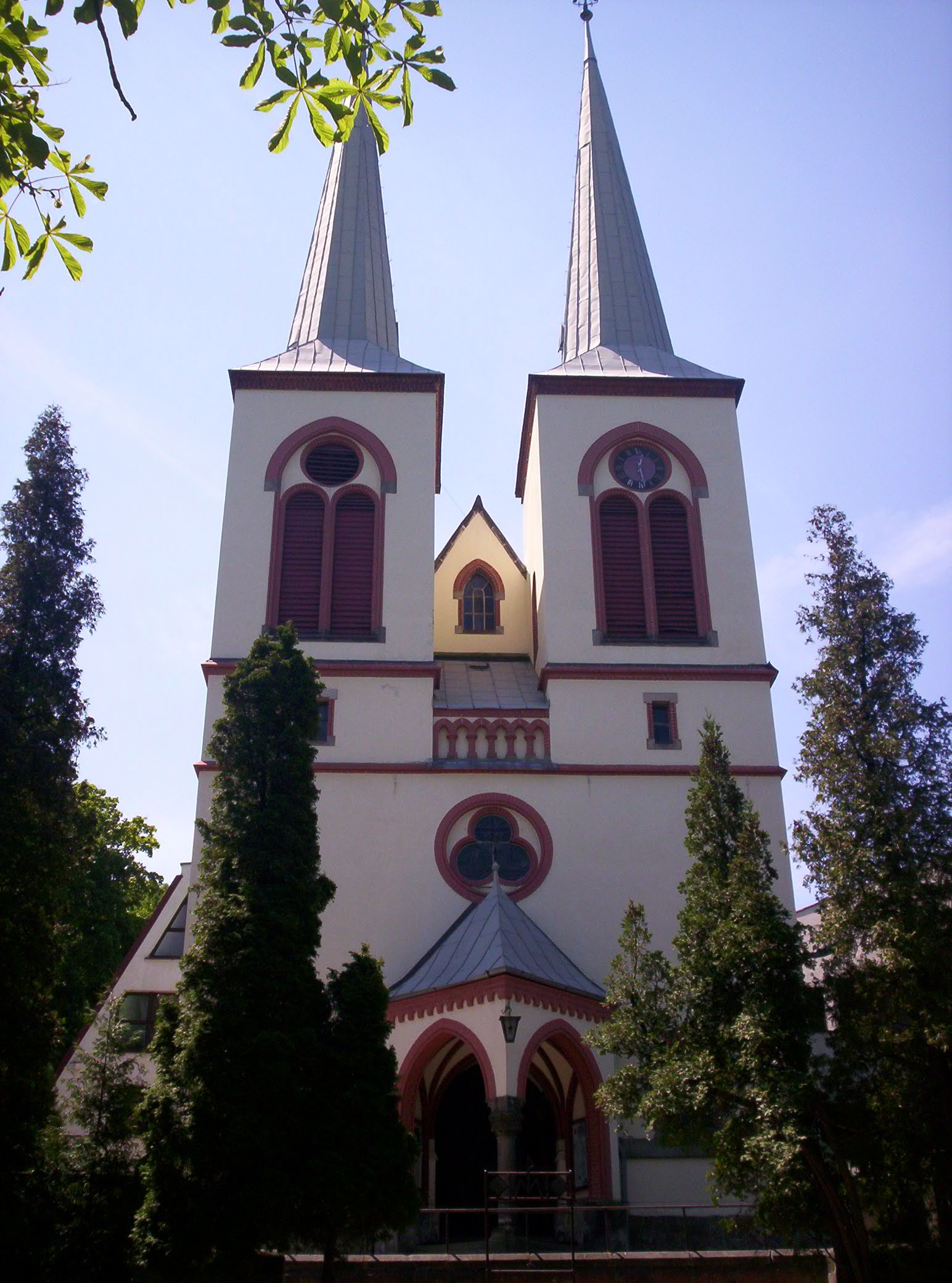
Kirche St. Josef in Świeradów-Zdrój

Die Kirche St. Josef (Kirche des heiligen Josef, des Bräutigams der seligen Jungfrau Maria) in Świeradów-Zdrój ist eine neugotische, römisch-katholische Pfarrkirche, die zum Dekanat Gryfów Śląski des Bistums Legnica gehört.

## Geschichte und Ausstattung

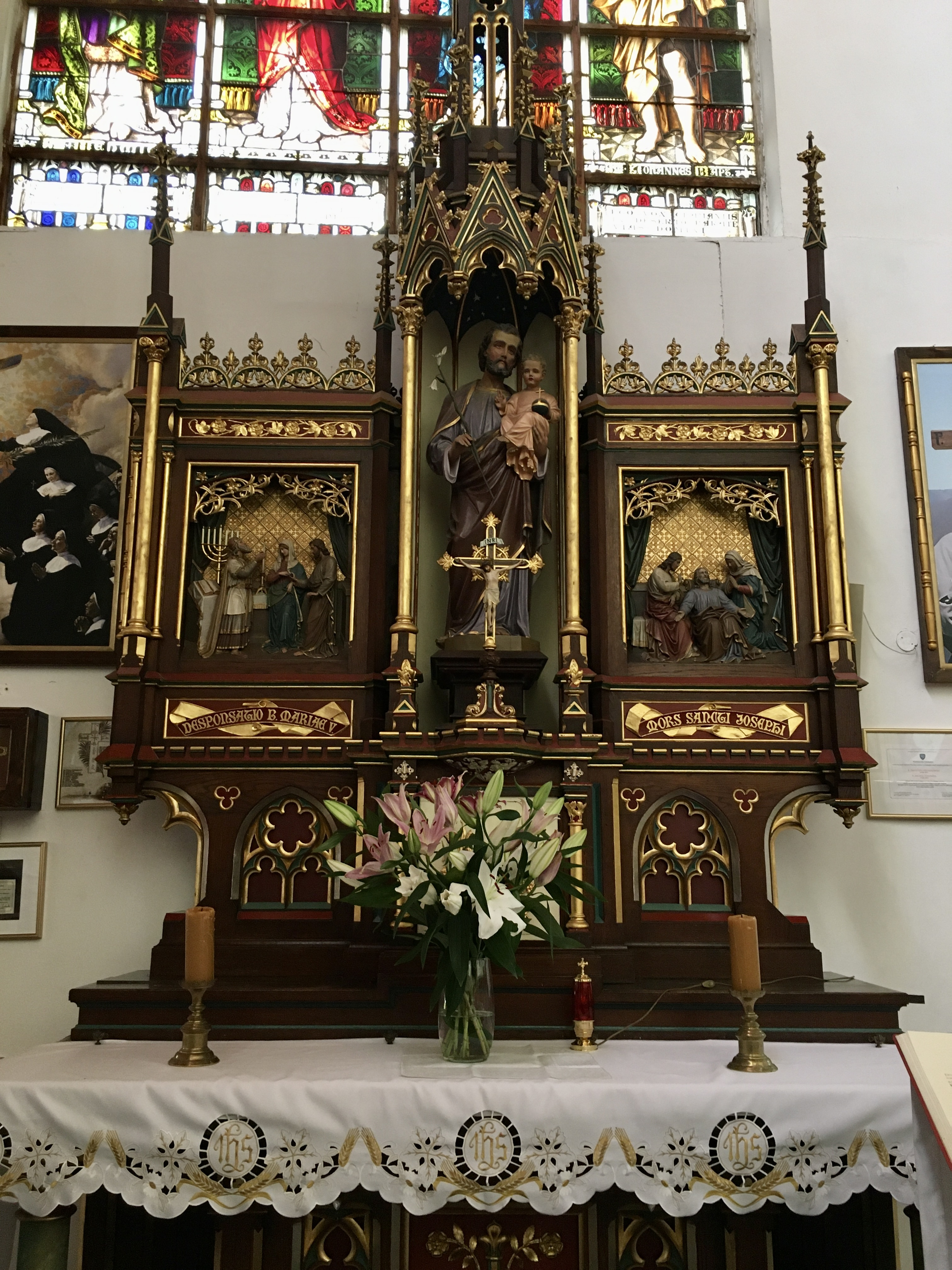
Altar der St.-Josefskirche

Die heutige Kirche besteht aus einem älteren und einem neueren Teil. Der ältere Teil wurde zwischen 1898 und 1899 dank der Bemühungen der Gräfin von Schaffgotsch aus Backstein gebaut. Im Inneren befinden sich vier Buntglasfenster und ein Kreuzweg. Die Frontfassade ist mit zwei Türmen geschmückt. Der Name der Kirche stammt von dem dem heiligen Josef geweihten Altar, der sich früher in der alten Kapelle befand.
Der neuere Teil wurde zwischen 1974 und 1978 gebaut und von den Architekten Tadeusz Zipser und Waldemar Wawrzyniak entworfen. Am 29. September 1979 weihte der Weihbischof von Breslau, Tadeusz Rybak, die erweiterte Kirche ein. Die Kirche wurde mit Spenden von Gemeindemitgliedern und Besuchern sowie mit Spenden errichtet, die Pfarrer Władysław Dzięgiel in den Pfarreien sammelte, in denen er Klausuren und gelegentlich Predigten hielt.

## Orgel
Die Orgel wurde von der Firma Schlag & Söhne aus Schweidnitz im Jahr 1899 gebaut. Im Jahr 2011 wurde das Instrument von der Firma Adam Wolański aus Lubań renoviert, und das Orgelgehäuse wurde von der Firma Daniel Nowacki aus Osieczna restauriert. Das Instrument umfasst 10 Register auf zwei Manualen und Pedal. Die Trakturen sind pneumatisch ausgeführt. Die Disposition lautet wie folgt:
| Manual I     |             |
| Prinzipal    | 8′          |
| Gedackt      | 8′          |
| Gambe        | 8′          |
| Octave       | 4′          |
| Rauschquinte | 2 ⁄3′ u. 2′ |

| Manual II      |    |
| Salizet        | 8′ |
| Portunal       | 8′ |
| Flaut. Travers | 4′ |

| Pedal   |     |
| Subbass | 16′ |
| Cello   | 08′ |

- Koppeln: Manual Coppel, Pedal Coppel